# Airdrie, Kanada
Airdrie är en stad belägen inte långt från Calgary i Alberta, Kanada. Stadens historia sträcker sig till 1891, då det byggdes en järnvägsstation på samma plats. Dock fanns byggdes det inget mer förrän först 1901, då det bland annat tillkom ett postkontor och en affär. De följande åren etablerades snabbt bland annat ett flertal livsmedelsaffärer, apotek, hotell och restauranger. I september 1909 erkändes Airdrie som en by, därefter fick staden stadsrättigheter 1974. Orten upplevde en folkökning från 309 invånare 1959 till 1 442 personer 1977. Sedan gick det snabbt, för redan 1982 hade invånarantalet växt ytterligare till 9 981 personer. Delvis kan detta förklaras med att många som arbetade i Calgary hade flyttat ut till Airdrie.
Befolkningen uppgick till 42 564 personer 2011. Enligt 2001 års folkräkning, då staden hade 20 382 invånare, var 14 580 av dessa kristna, 250 hade en annan religion och 5 145 sade sig inte tro på något.
Staden har en systerstad i Sydkorea, nämligen Gwacheon.